# 神戸銀行
株式会社神戸銀行（こうべぎんこう）とは、現在の三井住友銀行の前身の1つで、兵庫県を中心に店舗を有していた都市銀行である。

## 概要
1936年（昭和11年）2月に成立した廣田内閣の馬場鍈一蔵相が唱導した「一県一行主義」に基づき、政府の勧奨によって同年12月12日、当時兵庫県内に本店をもっていた41の銀行のうち、資本金、預金高の最も大きくかつ堅実な業績を示していた神戸岡崎・五十六・西宮・灘商業・姫路・高砂・三十八（姫路支店の業務継承）の7行が新設合併し、株式会社神戸銀行として発足した。会長には岡崎忠雄（神戸岡崎銀行社長）、頭取には八馬兼介（西宮銀行頭取）、副頭取には牛尾健治（牛尾合資会社代表社員）がそれぞれ就任した。店舗は兵庫県内を中心とし、大阪、名古屋、東京にもいくつか構えた。また、1945年（昭和20年）には兵和銀行や神戸信託なども合併した。
合併にあたって岡崎忠雄会長は、「個々に中くらいな銀行として独立して存在するよりは、それらの銀行がなるべく多く合併して、大きな一つの銀行となり、充実した力強い内容をたたえて、時代の要求に合致するところの適切なる銀行をつくる必要がある」と行員に訓示した。神戸銀は都銀ではあるものの、財閥系ではなく、しかも東京や大阪に本店を置かない稀有な銀行として成長を遂げた。
戦後、三和銀行、野村證券とともに東洋信託銀行（UFJ信託銀行を経た現：三菱UFJ信託銀行）を設立。東洋信託銀の発足によって信託部門を事業譲渡した。また三和銀とは近しい関係にあり、同行の主導によって設立された日本におけるクレジットカード会社の草分けである日本クレジットビューロー（現：ジェーシービー）や、リース会社として草分けであるオリエント・リース（現：オリックス）の設立にも参画した。
高度経済成長期に入ると、兵庫県経済の主軸を担っていた海運や鉄鋼さらには造船が本部機能を大阪や東京へとシフトさせる傾向が顕著となった。神戸銀もその趨勢に沿って経営方針を転換し、兵庫県内では預金を吸収し首都圏や関西圏で運用を図る体制を整備した。また当時は銀行の支店新設は大蔵省によって厳格に規制されていたため、兵庫県内の支店を廃止した上で、大阪、東京、海外への出店を繰り広げた。

### 統合参加7行の概要
株式会社三十八銀行
1877年（明治10年）8月に資本金23万円をもって姫路の平岩慎によって創立された第三十八国立銀行の後身。本店姫路市。兵庫県本金庫、神戸市金庫等の事務も取扱う。合併時頭取は伊藤長次郎（伊藤財閥）
株式会社神戸岡崎銀行
1917年（大正6年）5月に資本金1千万円をもって岡崎藤吉が創立。本店神戸市。同行を中枢とする岡崎財閥は岡崎汽船や神戸海上運送保険（同和火災海上保険を経て現・あいおいニッセイ同和損害保険）等全国的な事業展開をしていた。合併時頭取は岡崎忠雄（岡崎財閥）
株式会社五十六銀行
1878年（明治11年）3月に資本金5万円をもって創立された第五十六国立銀行の後身。本店明石市。合併時頭取は米沢吉次郎（二代）
株式会社西宮銀行
1891年（明治24年）5月に資本金3万円をもって創立された私立西宮銀行の後身。本店西宮市。合併時頭取は八馬兼介（八馬財閥）
株式会社灘商業銀行
1895年（明治28年）11月に資本金20万円をもって創立。御影に在住していた明治の元老松方正義の勧めにより地元酒造産業に対する金融の円滑化を図るために生まれる。本店は御影町(現東灘区)。合併時頭取は嘉納治兵衞（嘉納財閥）
株式会社姫路銀行
1896年（明治29年）4月に資本金25万円をもって創立された株式会社姫路商業銀行の後身。本店姫路市。合併時頭取は牛尾健治（牛尾財閥）
株式会社高砂銀行
1896年（明治29年）11月に資本金3万円をもって創立された株式会社高砂貯蓄銀行の後身。本店高砂市。合併時頭取は松本亀太郎

## 太陽銀行との合併
神戸銀行設立に際し、中核となった神戸岡崎銀行の社長であった岡崎忠雄は会長に就任、このとき初代頭取には八馬財閥の三代目八馬兼介（八馬家の系列にあった西宮銀行の頭取）が就任した。11年後の1947年（昭和22年）、岡崎忠雄の長女の婿養子となった岡崎忠が2代目頭取に就任し以後20年間頭取を務めた。1967年（昭和42年）、山陽特殊製鋼倒産事件でゆれ動くなか、岡崎忠は神戸出身の元大蔵次官石野信一に後身を懇願、3代目頭取に就任した。
石野の大蔵省時代の先輩でやはり大蔵次官を経験していた河野一之は、関東地方を基盤に発展し、相互銀行ながら既に都市銀行並みの規模に肥大化していた日本相互銀行の社長に就任し、1968年（昭和43年）に都市銀行・太陽銀行に転換した。そしてかつて先輩後輩の仲であった河野と石野との“トップ会談”により、神戸銀行は太陽銀行と合併することになった。
当時、金融再編の流れが起こりつつあり、日本相銀の普通銀行転換のほか、三井銀行と東都銀行の合併（1968年）、第一銀行と三菱銀行の合併発表（1969年、のちに破談）、それに続く第一銀行と日本勧業銀行の異業種合併に神戸銀行が加わる案もあった。この異業種合併では結局、神戸銀行が離脱し1971年（昭和46年）に第一勧業銀行（現・みずほ銀行）が発足した。これらの流れのなかで都市銀行下位になっていた神戸銀行と太陽銀行が、頭取の旧知の仲も後押しとなって1973年（昭和48年）10月1日に太陽神戸銀行となった。
太陽神戸銀行は、太陽銀のリテールや関東地方の基盤ならびに、神戸銀の大企業や関西さらには国際取引の基盤を生かしつつ営業を展開する方途が執られたが、実質的には首都圏強化を狙った合併であり、太陽神戸銀の登記上の本店は神戸に置かれたものの、東京、神戸の2本部制を敷き、経営企画などの本部中枢部門は東京本部に設置された。また頭取人事については1990年に三井銀行と合併するまで、内部昇格は行われず大蔵省出身者が歴代就任していた。

## 補遺
神戸銀行時代からの流れで、2020年現在でも兵庫県・神戸市ほか県内の主な市の指定金融機関として三井住友銀行が指定されている。
神戸銀行の本店が所在した旧居留地の生田区（現：中央区）浪花町56番地には、太陽銀行との合併後に太陽神戸銀行本店、三井銀行との合併後はさくら銀行関西本部が同一地に所在し、2020年現在は三井住友銀行神戸営業部が所在する。
また、系列色が強かった阪神相互銀行は普通銀行に転換して阪神銀行となったが、兵庫銀行の経営破綻、ならびに受け皿銀行として設立されたみどり銀行の事実上の2次破綻により、1999年に阪神銀行が救済合併し、みなと銀行として「県民銀行」の位置付けを掲げた。
加えて、さくら銀行が、住友銀行との合併に際しメガバンクへの脱皮を図る中で、兵庫県内に根ざした取引業務をみなと銀行にシフトさせる動きも見せた。具体的には、2000年から行われた、さくら銀行によるみなと銀行の子会社化と、さくら銀行兵庫県内店舗のうち24店舗のみなと銀行への譲渡、播州地方の市町村における指定金融機関のさくら銀行からみなと銀行への移譲などが挙げられる。
神戸経済同友会の代表幹事は、神戸銀行・川崎重工業・神戸製鋼所から持ち回りで選出されていた（三井住友銀行となっても同様）。また、神戸商工会議所の会頭も一度だけ神戸銀行から選出された。

## 沿革
- 1936年（昭和11年） - 神戸岡崎銀行、第五十六銀行、西宮銀行、灘商業銀行、姫路銀行、高砂銀行、第三十八銀行の7銀行を母体に新設合併によって神戸銀行を設立。
- 1942年（昭和17年） - 丹波・丹後・但馬で営業していた百三十七銀行・中丹銀行（どちらも篠山が拠点）を丹和銀行と分割して買収。
- 1945年（昭和20年）
  - 3月27日 - 兵和銀行（1941年8月に西播地区の8銀行が合併し発足）・福本銀行・全但銀行・播州銀行を合併。
  - 5月25日 - 神戸貯蓄銀行を合併。
  - 7月16日 - 神戸信託を合併。
- 1956年（昭和31年） - 但馬地区の大半の12店舗を香住銀行（現：但馬銀行）に譲渡[注釈 4]。
- 1959年（昭和34年）11月2日 - 信託業務を東洋信託銀行に譲渡。
- 1973年（昭和48年）10月1日 - 太陽銀行と合併し太陽神戸銀行となる。

## 当時の主な融資系列
| - 同和火災海上保険 - 東洋信託銀行 - 神栄石野証券 （現：SMBC日興証券） - オリエント・リース - 日本クレジットビューロー | - 川崎製鉄 （現：JFEホールディングス・JFEスチール） - 川崎重工業 - 石川島播磨重工業 （現：IHI） - 山陽特殊製鋼 - 神戸製鋼所 | - 神戸電鉄 - 山陽電気鉄道 - 山陽百貨店 - 神姫バス | - 淡陶 （現：ダントーホールディングス） - バンドー化学 - ノザワ - 内外ゴム - 日和産業 - ミドリ十字 （現：田辺三菱製薬） - 菊正宗酒造 - 白鶴酒造 |

| - 東京衡機製造所 （現：東京衡機） - 極東開発工業 - ノーリツ - グローリー | - 神戸新聞社 - サンテレビジョン - ラジオ関西 - 小学館 | - ウシオ電機 - 富士通テン （現：デンソーテン） - ミノルタ （現：コニカミノルタ） - 神戸コンピュータサービス （現：さくらケーシーエス） | - ワールド - 日本毛織（ニッケ） - アシックス - ファミリア - 川西倉庫 |

## イメージキャラクター
- 内藤洋子 - 店頭ポスター、広告に起用される。